# Zaki al-Arsouzi
Zaki al-Arsouzi (en arabe زكي الأرسوزي), né à Lattaquié en juin 1900 et mort à Damas en juillet 1968, est un homme politique, écrivain et philosophe syrien nationaliste et socialiste. Il était un théoricien important du nationalisme arabe. Pour beaucoup d'historiens, il a joué un rôle direct dans la création du parti Baas.
Né dans une famille de classe moyenne à Lattaquié , en Syrie, al-Arsuzi a étudié à la Sorbonne , où il s'est intéressé au nationalisme. En 1930, il retourne en Syrie, où il devient membre de la Ligue d'action nationaliste (LAN) en 1933. En 1938, il s'installe à Damas en raison de sa désillusion à l'égard du travail du parti et en 1939, il quitte la LNA. À Damas, al-Arsouzi a créé et dirigé un groupe composé principalement d'élèves du secondaire qui discutaient souvent de l'histoire européenne, du nationalisme et de la philosophie. Peu de temps après avoir quitté la LAN, al-Arsouzi a créé le Parti national arabe, un parti nationaliste arabe avec un « credo défini ». Ce ne fut pas un succès et, à son retour en Syrie en novembre 1940 après un bref séjour à Bagdad, al-Arsouzi fonda un nouveau parti, le Baas arabe, en 1944, cependant, la plupart de ses membres avaient quitté et rejoint le Mouvement Baas arabe de Michel Aflak et Salah Eddine Bitar, qui souscrivaient à une doctrine presque identique.

## Sa jeunesse
Zaki al-Arsouzi est issu d'une famille nosaïrites (alaouite) aisée originaire de Lattaquié, et plus précisément du village d'Arsouz, avant de partir vivre à Hatay. Il a reçu une éducation religieuse dès son enfance, et il étudie le turc et le français dans une école religieuse et une école primaire à Antakya, et a suivi ses études secondaires à Konya.
Très jeune il a été marqué par la philosophie nosaïrite, et par le soufisme.
Après la fin de ses études, il est nommé professeur dans une école secondaire à Antakya, puis il devient responsable de l'éducation dans la province d'Arsuz.
En 1926, il obtient une bourse et voyage à Paris pour étudier la philosophie à la Sorbonne. Pendant ses études à la Sorbonne il découvre des intellectuels français qui l'influenceront, comme Henri Bergson et René Descartes, il sera également influencé par les idéalistes allemands comme Kant, Fichte et Nietzsche ainsi que par des intellectuels arabes médiévaux comme Ibn Arabî et Ibn Khaldoun, ce qui le pousse à montrer du goût pour le mysticisme. Il nourrit un amour, qu'il veut humaniste de la langue, et de la culture arabe.

## Activité nationaliste à Hatay
Son doctorat de philosophie en poche, il fait son retour en Syrie en 1930, où il trouve un travail en tant que professeur à Antakya, Alep et à Dayr az-Zawr. Puis il devient professeur de philosophie à l'Université de Damas. C'est en 1930 qu'il entre en politique et en 1934 il est démis de ses fonctions par les Français et revient dans la province d'Hatay où il fonde le journal Al Liam. Dans cette province, la minorité turque voulait que la province d'Hatay revienne à la Turquie.
Al-Arsouzi a créé son premier parti politique, la Ligue d'action nationaliste (‘Usbat Al-Amal al-Qawmî) qui s'oppose aux demandes des minorités turques, et au Bloc National qui est plus porté au compromis avec la puissance coloniale. Le parti était particulièrement actif de 1936 à 1938, quand les autorités françaises ont accordé la région d'Hatay à la Turquie.
La ligue est dissoute en 1938, et Al-Arsouzi fonde Nadi al ‘uruba (Club de l'Arabisme), avec qui il organisa des manifestations à Antioche contre l'occupation française et les visées turques sur Iskandaroun. Il ouvre également une librairie "Al-Ba'th al-Arabi" (La résurrection arabe), qui sert de bibliothèque à son club. Après s'être installé à Damas, il fonde le Parti arabe nationaliste.
Chez les nationalistes il était très populaire, à la fois parce qu'il connaissait la pensée européenne contemporaine mais aussi parce qu'il connaissait le Coran par cœur.
Arsouzi était hanté par la figure de Mahomet, et il reçut parfois le titre de nabî al-‘urûba (prophète de l'arabisme).

## Al-Arsouzi et la création du Parti Baas
Arsouzi part à Bagdad en 1940 où il prend un nouveau travail, mais il est rapidement contraint de revenir à Damas. Avec l'aide de six étudiants, il crée un groupe qui porte le nom de "La résurrection arabe" (al-ba'th al-'arabi). En un peu plus d'un an, le groupe quadruple ses effectifs et intensifie ses actions anti-françaises. Mais en 1941, les autorités françaises le poussent à quitter Damas ce qui entraine la fin du mouvement.
Il est rejoint en 1945 par le groupe de Michel Aflak et de Salah Eddine Bitar, qui compte également Sami Al-Joundi. C'est en rencontrant Arsouzi qu'Aflak dit avoir découvert le « philosophe de l’arabisme » et le chemin nationaliste. Arsouzi fait accéder Aflak et Bitar aux milieux nationalistes.
Le journal du Baas porte la devise inventée par Arsouzi, s'inspirant du philosophe allemand Fichte, « Nation arabe une, porteuse d'une mission éternelle. »
D'après l'historien palestinien Hanna Batatu (en), Arsouzi apporta deux choses à Bitar et à Aflak : sa contribution intellectuelle, et la mobilisation de militants qui sont pour bon nombre des réfugiés d'Hatay, qui forment le noyau dur du parti Baas.
D'autres historiens estiment qu'Arsouzi a joué un rôle direct dans la formation du parti Baas.

## Arsouzi et l'idéologie nationaliste arabe
Arsouzi prête une attention particulière aux sujets culturels, il écrit ou traduit un livre sur la résurrection (ba'th) et sur l'héritage arabe. Il est décrit comme un partisan d'une image linguistique du nationalisme arabe, et a écrit en 1942 l'un de ses livres les plus importants, Al abkaria al arabia fi lisaniha (Le génie arabe est dans sa langue).
Arsouzi explique dans son livre que les racines de l'unité arabe remontent à l'époque préislamique. Il expliquait également que la langue n'est pas qu'un moyen de communication mais qu'elle est la structure générant les pensées, et la base du système culturel.
Il a écrit un autre livre, Al umma al arabia, muhimatuha, risalatuha, mashakiliha (la nation arabe, ses priorités, son message, ses problèmes) où il explique que « Les Arabes sont le seul groupe humain qui reste fidèle aux valeurs spirituelles qui nous ont été confiées en héritage par le père de l'humanité, Adam ». Il pensait que grâce à leur langue et leurs racines spirituelles les Arabes seraient les seuls à pouvoir guider l’humanité entière vers une renaissance.
Pour Arsouzi, la culture arabe est la culture humaine primordiale grâce à sa langue. Pour lui, la nation se définit avant tout par la culture. La nation arabe est ainsi une terre habitée par des hommes se reconnaissant lié par la langue et l'histoire arabes.
Il se fait remarquer par ses approches philosophiques, et par ses travaux sur les problèmes des États modernes, les questions de la démocratie et de la séparation des pouvoirs.
Il affirme que le peuple doit pleinement participer à la vie politique arabe. Le peuple doit participer à la marche de l'État par des assemblées locales, nationales, par la liberté de la presse etc. Arsouzi justifie cette envie démocratique par le fait que pour lui, « tout homme arabe est baasiste par nature. » Il affirme que le Baath ne devrait pas craindre un débat parlementaire, car pour lui, c'est par le débat que le socialisme réel commence.
Il encourageait par ailleurs l'emploi massif de paysans et d'ouvriers dans l'armée plutôt que de diplômés, car pour lui « l'Arabe authentique, non frelaté par les influences impérialistes, c'est l'ouvrier et le paysan. »
Batatu le décrit comme un racialiste, ce qui n'est pas partagé par tous les historiens.

## La fin de sa vie
De 1945 à 1952, il travaille en tant que professeur d'école secondaire, d'abord à Hama, puis à Alep, puis de 1952 jusqu'à sa retraite en 1959, il enseigne dans une université de formation de professeurs.
En 1963, à la suite du sixième congrès national du parti Baas et de l'aliénation progressive du parti par rapport à ses fondateurs Aflak et Bitar, Hafez al-Assad a fait en sorte qu'Arsouzi aide à la formation idéologique baasiste dans l'armée, et s'est assuré plus tard qu'il obtenait une pension de l'État. Al-Arsouzi a été élu à un siège au commandement national du parti Baas en 1965. Salah Jedid, l'homme fort du parti Baas à l'époque, s'est opposé à la direction du parti par Aflak et Bitar et, parce que de celui-ci (?), voulait qu'al-Arsouzi les remplace en tant que fondateur original de la pensée baasiste. À la suite de la scission du Parti Baas en 1966 (le parti s'est scindé en deux branches, Le parti Baas irakien et un parti Baas syrien) al-Arsouzi est devenu le principal idéologue du parti Baas de Syrie, tandis qu'Aflak était l'idéologue de jure du parti Baas dirigé par l'Irak. De 1966 à 1968, al-Arsouzi a agi comme le mentor idéologique personnel d'Assad et de Jedid.
Arsouzi meurt à Damas en 1968.

## Héritage
Le travail et la pensée d'Al-Arsouzi sont presque inconnus et à peine mentionnés dans les études occidentales sur le nationalisme arabe. Lorsqu’il est mentionné dans un texte, c’est principalement en raison de ses vues irrédentistes sur la nation arabe unifiée. Bien que ses œuvres complètes aient été publiées depuis le milieu des années 1970, les travaux d'al-Arsouzi sur la langue arabe, qui sont au cœur de la pensée nationaliste d'al-Arsouzi, sont rarement mentionnés. L'étude des idées d'al-Arsuzi dans l'érudition arabe fait également défaut. L'universitaire Yasser Souleimane en donne la principale raison comme la similitude des œuvres d'al-Arsouzi avec celles de Sati al Housri, un contemporain.
Souleimane poursuit en expliquant l'héritage éclipsé d'Al-Arsouzi comme la combinaison d'un certain nombre de facteurs : premièrement, contrairement à l'idée du langage d'al-Housri, la théorie d'al-Arsouzi est vouée à l'échec car elle exclut d'autres théories au lieu de les inclure. Deuxièmement, son œuvre a été écrite dans un esprit élitiste plutôt que populiste, celui qu’al-Housri a réussi à transmettre. Troisièmement, et contrairement au travail d'al-Housri, celui d'al-Arsouzi semblait démodé, en raison de son utilisation de mots anciens et de textes historiques. De plus, alors qu’al-Arsouzi écrivait sur le besoin symbolique d’une nation arabe, al-Houstri écrivait sur le rôle pratique d’une nation arabe – al-Arsouzi était obscur là où al-Husri était transparent. Alors qu’Al-Housri a pu prouver ses arguments avec des données empiriques, al-Arsouzi n’en a pas été capable. Ainsi, écrit Suleiman, al-Housri semblait plus informé qu’al-Arsouzi, alors qu’en réalité il ne l’était pas. Le manque de données empiriques dans le travail d'al-Arsouzi lui donnait parfois un aspect paroissial, tandis qu'à d'autres moments ses conclusions frôlaient le nationalisme machiste, qui à son tour pouvait être interprété comme du racisme.
Une autre raison de son impact « négligeable », selon Souleimane, était l'idée d'al-Arsouzi sur la nécessité de remplacer le système de grammaire arabe traditionnel par un nouveau.
Plusieurs baasistes, pour la plupart issus du parti Baas dirigé par la Syrie, ont dénoncé Aflak comme un « voleur », ces critiques affirment qu'Aflak avait volé l'idéologie baasiste à al-Arsuzi et l'avait proclamée comme la sienne. Al-Arsouzi a été salué par Hafez al-Assad, le leader baasiste de Syrie, comme le principal fondateur de la pensée baasiste, après la scission du parti Baas en 1966. Cependant, la branche irakienne continue de proclamer Aflak comme le fondateur du Baasisme. Assad a qualifié al-Arsouzi de «plus grand Syrien de son époque» et a affirmé qu'il était « le premier à concevoir le Baas comme un mouvement politique». Les baasistes syriens ont érigé une statue en l'honneur d'al-Arsouzi, il a été érigé à la suite du coup d'État de 1966.